# Seznam jezuitských institucí v Česku

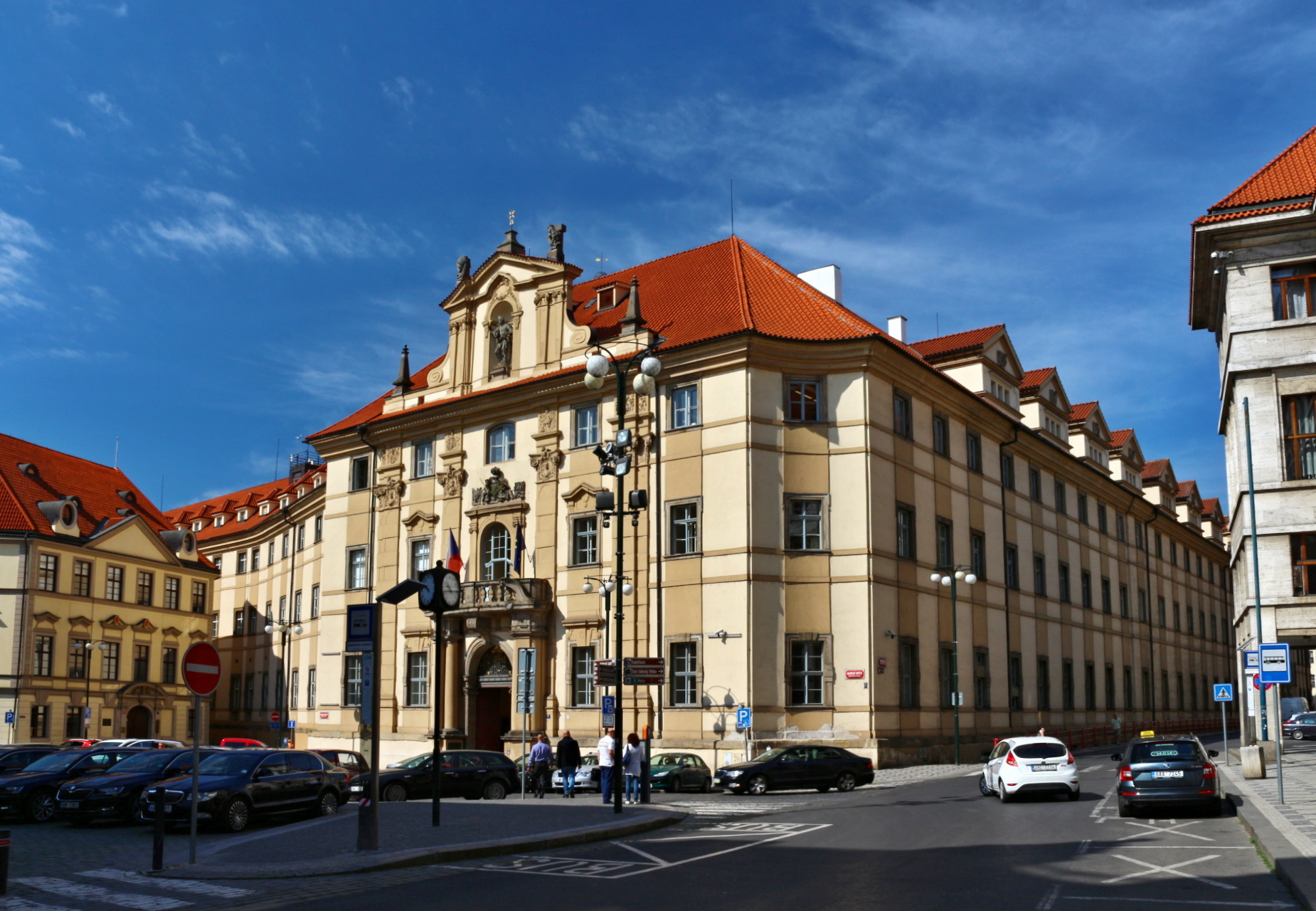
Klementinum, Praha

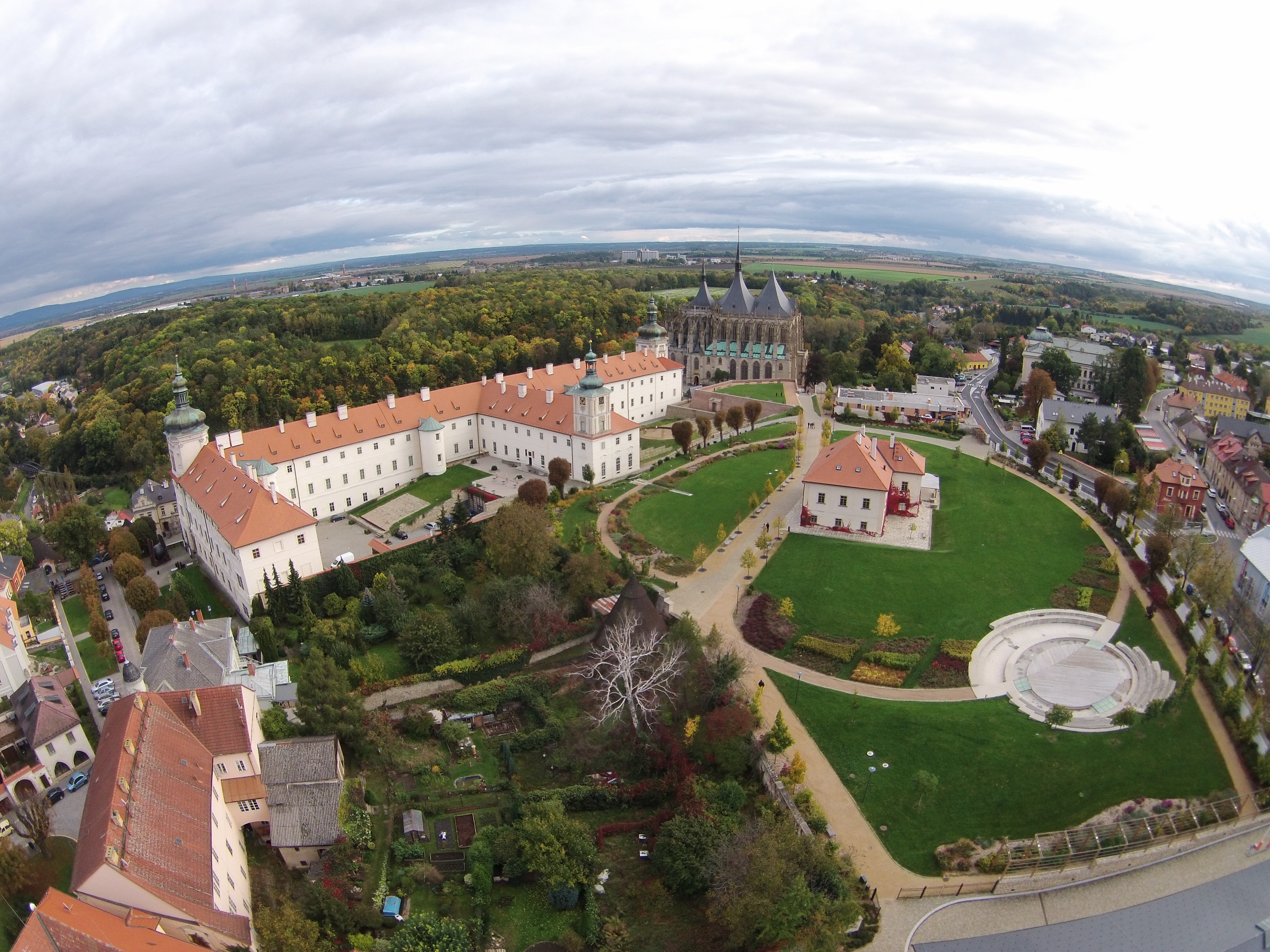
Jezuitská kolej v Kutné Hoře. V pozadí je chrám sv. Barbory.

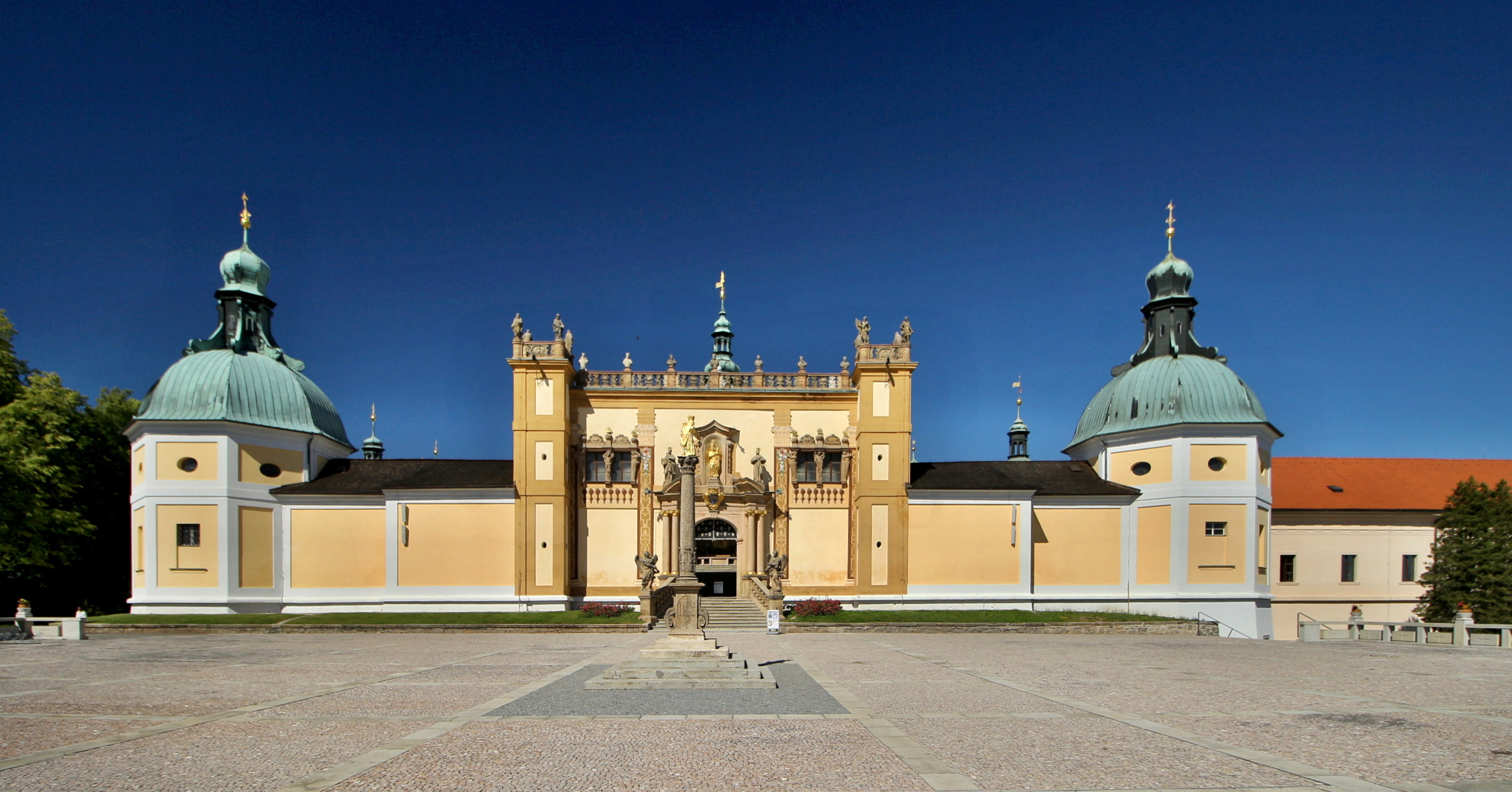
Svatá Hora u Příbrami

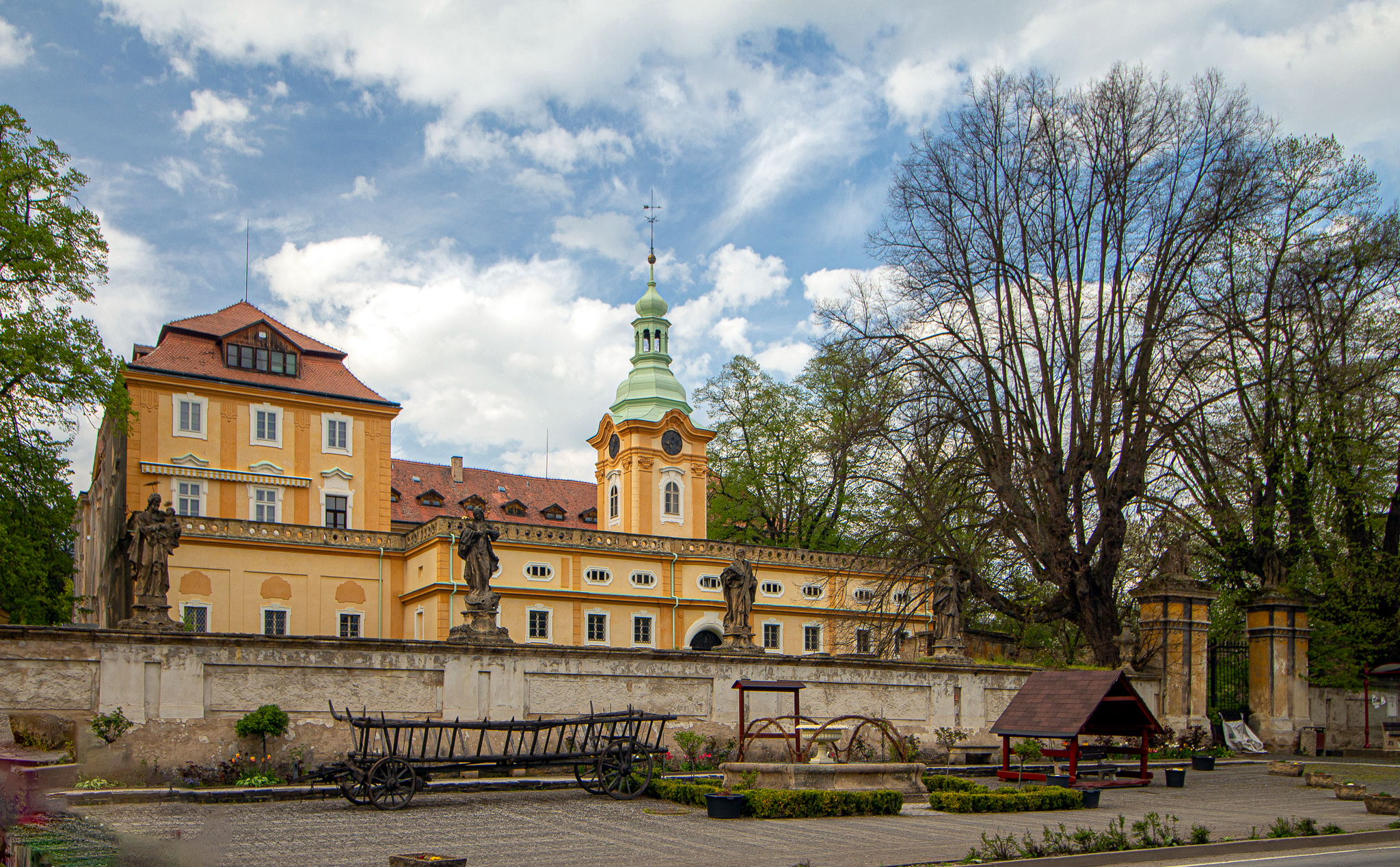
Rezidence v Liběšicích

Toto je seznam historických i současné budov, zařízení a institucí spojených s činností jezuitů (Společenstva Ježíšova) v Česku.  

## Historie
Jezuité byli v průběhu staletí velmi činorodí v mnoha zemích Evropy a na mnoha místech vybudovali mnoho kolejí a kostelů, u nichž je počátečním datem obvykle počátek působení (např. pozvání panovníka), spíše než otevření instituce, k němuž často došlo až o několik let později. 
Často se také stávalo, že jezuité převzali již existující instituci nebo budovu, např. několik existujících opatství ve Svaté říši římské.
V roce 1782 vydal císař Josef II. Sekularizační dekret, jímž byla náhle ukončena činnost jezuitů (a dalších řeholních řádů) téměř ve všech tehdejších institucích. Mnoho z nich však pokračovalo ve své vzdělávací činnosti v rámci jiného řádu. 

## Seznam institucí a lokalit

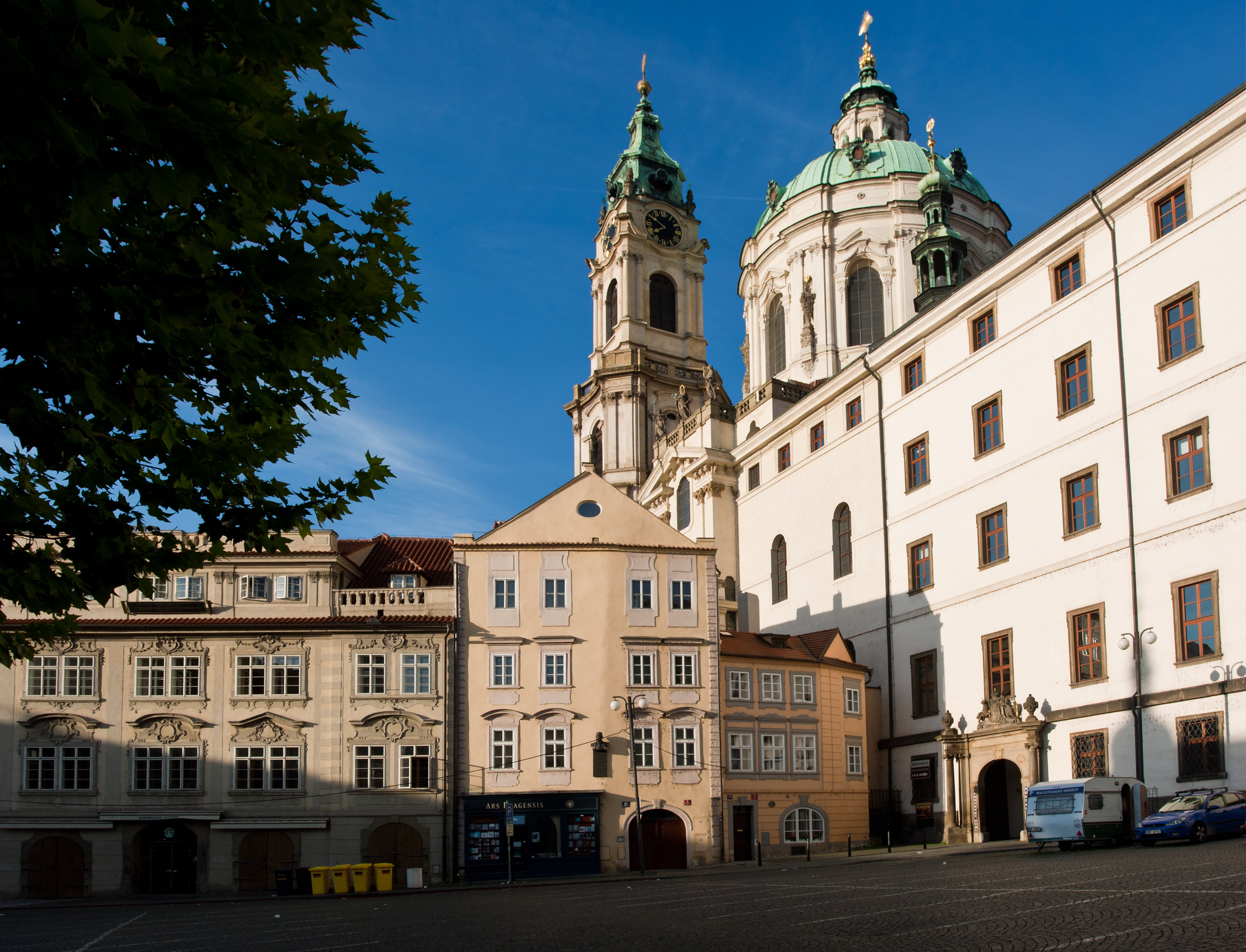
Chrám sv. Mikuláše a Profesní dům na Malé Straně v Praze

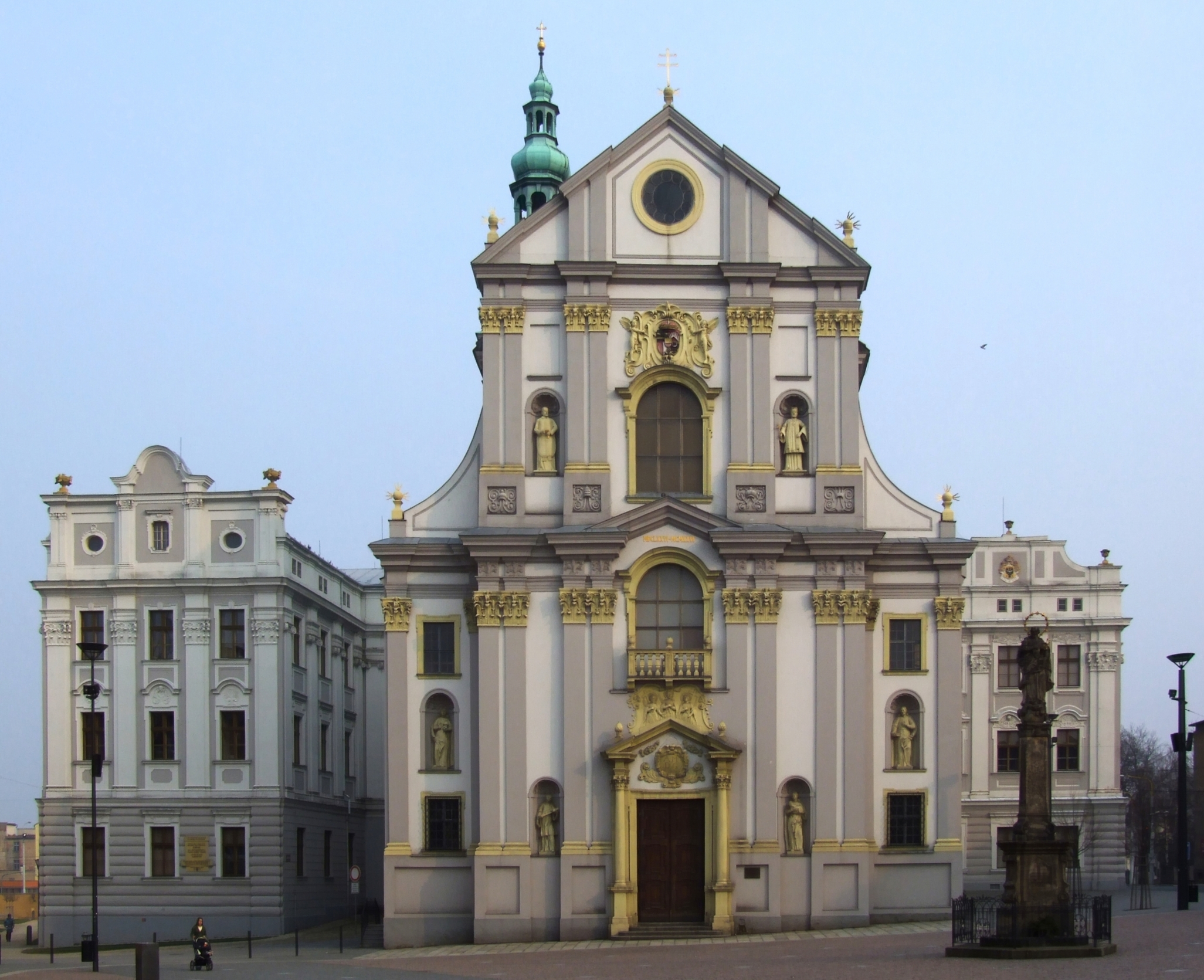
Kostel svatého Vojtěcha (Jiří) v Opavě

Seznam zahrnuje místa, která byla v minulosti spravována nebo udržována jezuity od doby založení Společenstva v 16. století. V závorkách je uvedeno příslušné období působení řádu. Odkazy jsou řazeny v chronologickém pořadí podle počátku jezuitského působení. V případech, kdy se jezuité přestěhovali do jiných prostor, než jaké provozují jezuité, je jezuitská stránka v seznamu uvedena jako předchůdce pozdější instituce.
- Klementinum s kostelem sv. Klimenta na Starém Městě v Praze (1556–1773), 3. největší kolej jezuitů na světě, dnes Národní knihovna a kostel sv. Salvátora
  - do roku 1556 se datuje také založení Akademického gymnázia ve Štěpánské ulici
  - od roku 1622 byli jezuité hlavní autoritou na Karlově univerzitě. V roce 1654 došlo ke spojení Klementina s Karolinem, čímž vznikla Karlova-Ferdinandova univerzita
- Jezuitská kolej a univerzita v Olomouci (1566–1773), dnes Univerzita Palackého v Olomouci a kostel Panny Marie Sněžné
  - v roce 1582 založen olomoucký Seminář svatého Františka Xaverského pro chudé studenty
- Jezuitská kolej v Brně (1582–1773), zaniklá kolej, dnes jen kostel Nanebevzetí Panny Marie
- Jezuitská kolej v Českém Krumlově (1588–1773), dnes Hotel Růže a kostel sv. Víta
- Jezuitská kolej v Chomutově (1589–1773), dnes Oblastní muzeum a kostel sv. Ignáce
- Jezuitská rezidence v Bohosudově u Krupky (1591–1773 a 1853–1950), dnes biskupská škola a bazilika Panny Marie Bolestné
- Jezuitská kolej v Jihlavě, barokní komplex jezuitská kolej, gymnázia a semináře s kostelem sv. Ignáce z Loyoly
- Jezuitská kolej v Jindřichově Hradci (1594–1773), dnes Národní muzeum fotografie a kostel Nanebevzetí Panny Marie
- Kostel sv. Kateřiny v Chomutově (1605–1773), dnes součást Okresního muzea
- Novoměstská jezuitská kolej na Novém Městě pražském (1622–1773), dnes součástí Všeobecné fakultní nemocnice a kostel sv. Ignáce postavený v letech 1655–1677
- Betlémská kaple v Praze (1622–1773)
- Kostel Panny Marie před Týnem na Starém Městě v Praze (1623–1773)
- Jezuitská rezidence v Liběšicích (1623–1773) s kostelem Nanebevzetí Panny Marie
- Jezuitská kolej v Jičíně (1623/1628–1773) s kostelem sv. Ignáce z Loyoly
- Jezuitská rezidence v Tuchoměřicích (1623–1773) s kostelem sv. Víta a Linharta. Od roku 1998 objekt využívá jako řeholní dům komunita Chemin Neuf.
- Jezuitská kolej ve Znojmě (1624–1773) s kostelem sv. Michala
- Jezuitská kolej v Opavě (1625–1773) s kostelem svatého Jiří (později sv. Vojtěcha)
- Jezuitská kolej v Kutné Hoře (1633–1773), dnes Galerie Středočeského kraje (GASK) a kostel sv. Barbory
  - Jezuité v roce 1684 založili také školu na Hrádku v Kutné Hoře, dnes České muzeum stříbra
- Jezuitská kolej v Klatovech (1634–1773), dnes Městská knihovna Klatovy a kostel Neposkvrněného početí Panny Marie a sv. Ignáce
- Jezuitská rezidence v Žirči (1636–1773), spadala pod vídeňský noviciát u sv. Anny, a tudíž spadala do rakouské řádové provincie, přestože sídlila v Čechách
- Jezuitská kolej v Březnici (1642?–1773), dnes kostel sv. Ignáce z Loyoly a sv. Františka Xaverského
- Jezuitský konvikt na Starém Městě pražském (pol. 17. století) s kostelem sv. Bartoloměje (1726)
- Jezuitská kolej v Uherském Hradišti (1662–1773), dnes kulturní středisko a kostel sv. Františka Xaverského
- Svatá Hora u Příbrami (1647–1773), dnes Svatohorský klášter a bazilika Nanebevzetí Panny Marie
- Jezuitská kolej v Litoměřicích (1654–1731) s kostelem Zvěstování Panny Marie (1701–1773)
- Jezuitská kolej v Telči (1662–1773), dnes součást Masarykovy univerzity, pobočky jihlavského Muzea Vysočiny a kostel Jména Ježíš
- Jezuitská rezidence ve Staré Boleslavi (1658/1670–1773) v těsné blízkosti kostela Nanebevzetí Panny Marie
- Profesní dům na Malé Straně v Praze (1673–1773), dnes kostel sv. Mikuláše
- Jezuitská kolej v Opařanech (1717–1773), později zámek, dnes dětská psychiatrická léčebna a kostel sv. Františka Xaverského
- Hostýnský poutní kostel a klášter v Beskydech (1887–1950)
- Klášter Velehrad na Velehradě (1890–1950 a od roku 1990), dnes také Stojanovo gymnázium a bazilika Nanebevzetí Panny Marie a svatého Cyrila a Metoděje
- Arcibiskupské gymnázium Praha-Bubeneč (1913–1940), poté výuka přesunuta do Biskupského gymnázia v Bohosudově
- Jezuitský exerciční dům v Podmoklech (1924–1933)
- Jezuitský filosofický ústav v Děčíně (1933–1950), noviciát pro německy hovořící jezuity při kostele sv. Václava a Blažeje
- česko-slovenský noviciát České provincie v Ružomberku na Slovensku